# Holmes & Watson
Holmes & Watson é um filme de comédia de mistério estadunidense de 2018 escrito e dirigido por Etan Cohen. O filme é estrelado por Will Ferrell e John C. Reilly como os personagens homônimos Sherlock Holmes e Dr. Watson, respectivamente; com Rebecca Hall, Rob Brydon, Steve Coogan e Ralph Fiennes em papéis coadjuvantes. O enredo segue a famosa dupla de detetives em busca do culpado por trás de uma ameaça no Palácio de Buckingham.
Anunciado pela primeira vez em 2008 com Sacha Baron Cohen como Holmes e Ferrell como Watson, Holmes & Watson definharam no inferno do desenvolvimento por vários anos antes de Ferrell e Reilly serem confirmados para seus papéis eventuais em julho de 2016, e Etan Cohen ser anunciado como diretor. As filmagens aconteceram em Londres do final de 2016 ao início de 2017. É a quarta colaboração entre Ferrell e Reilly após Talladega Nights: The Ballad of Ricky Bobby (2006), Step Brothers (2008) e Anchorman 2: The Legend Continues (2013) , e o primeiro a não ser dirigido por Adam McKay (que co-produziu este filme com Ferrell, Jimmy Miller e Clayton Townsend).
Holmes & Watson foi lançado nos Estados Unidos em 25 de dezembro de 2018, pela Sony Pictures Releasing, por meio de seu selo Columbia Pictures. O filme foi um fracasso de bilheteria, arrecadando US$41.9 milhões em todo o mundo com um orçamento de US$42 milhões e foi criticado pela crítica de cinema, que lamentou seu roteiro pobre, piadas antiquadas e sem graça e seu desperdício de elenco e material de origem. Alguns críticos o classificaram como o pior filme de 2018. A imprensa relatou vários casos de pessoas saindo mais cedo durante as exibições. O filme recebeu seis indicações no 39.ª Prêmio Framboesa de Ouro, e ganhou quatro, incluindo o de Pior Filme.

## Sinopse
Sherlock Holmes é visto como um detetive lendário. Ele e Watson devem assistir ao julgamento do professor James Moriarty, mas são temporariamente encurralados por um pacote enviado por Moriarty e trazido a eles por sua governanta, a Sra. Hudson . No julgamento, Holmes revela que o homem acusado dos crimes de Moriarty é um impostor chamado Jacob Musgrave, que é incapaz de cometer os assassinatos devido a tremores nas mãos causados por masturbação excessiva. Apesar das tentativas do inspetor Lestrade de convencer Holmes de que sua dedução está incorreta, Holmes está convencido de que Moriarty está viajando para os Estados Unidos.
Após o julgamento, a dupla viaja para o Palácio de Buckingham para comparecer a uma festa surpresa de aniversário de Holmes, onde descobrem um corpo dentro de um bolo de aniversário junto com uma mensagem de Moriarty, informando que a Rainha Vitória morrerá em 4 dias. Durante a autópsia, Holmes e Watson conhecem a Dra. Grace Hart e a feral Millie. Watson e Holmes se apaixonam por Grace e Millie, respectivamente. Ao final da autópsia, Watson declara que a causa da vítima é indeterminada, enquanto Holmes acredita que a pessoa foi envenenada. Além disso, ele acredita que o veneno veio de Gustav Klinger. A dupla eventualmente localiza Klinger, que está de fato aliado a Moriarty. Antes que Klinger pudesse revelar qualquer coisa, ele é assassinado.
Holmes decide que deve procurar a ajuda de seu irmão Mycroft, que lhe diz que o assassino é alguém próximo a ele. Holmes erroneamente acredita que Watson seja o assassino e o prende. Ele começa a se arrepender dessa decisão, fazendo com que suas emoções voltem. Holmes vai até a cela de Watson, apenas para encontrá-la vazia, exceto por um prato cheio de migalhas de bolo de veludo vermelho. Deduzindo que sua governanta fez o bolo e que Watson deixou as migalhas para lhe enviar uma mensagem, ele rastreia Watson e a Sra. Hudson, que se revela ser a filha de Moriarty, para o Titanic, onde o assassinato da Rainha ocorrerá. Depois de se desculpar e libertar Watson, eles correm para a sala principal, onde descobrem uma bomba, que Watson joga pela janela. A bomba cai no barco da Sra. Hudson, matando ela e seus cúmplices.
A dupla é parabenizada pela Rainha, apenas para Holmes adiar o crédito para Watson. O par se reconecta com Grace e Millie, a última das quais revela que sua personalidade selvagem foi um ato para manipular os homens. Cada par compartilha um beijo antes de Grace e Millie embarcarem no Titanic. Depois de voltar para casa, Holmes exibe orgulhosamente uma placa em seu prédio mostrando que Watson é um co-detetive, finalmente dando a ele o reconhecimento que ele deseja (embora ainda seja menor do que a placa do próprio Holmes). Mais tarde, Holmes e Watson enfrentam Moriarty em um bar nos Estados Unidos.

## Elenco
- Will Ferrell como Sherlock Holmes
- John C. Reilly como Dr. John Watson
- Rebecca Hall como Dra. Grace Hart
- Ralph Fiennes como Professor Moriarty / Jacob Musgrave
- Rob Brydon como Inspetor Lestrade
- Kelly Macdonald como Rose Hudson
- Steve Coogan como Gustav Klinger
- Lauren Lapkus como Millie
- Pam Ferris como Rainha Vitória
- Hugh Laurie como Mycroft Holmes
- Bella Ramsey como Flotsam
- Scarlet Grace como Pickle
- Noah Jupe como Doxy
- Braun Strowman como Brawn
- Billy Zane como Billy Zane, em uma homenagem ao seu papel em Titanic
- Bruce Buffer como ele mesmo
- Michael Buffer como ele mesmo

## Produção

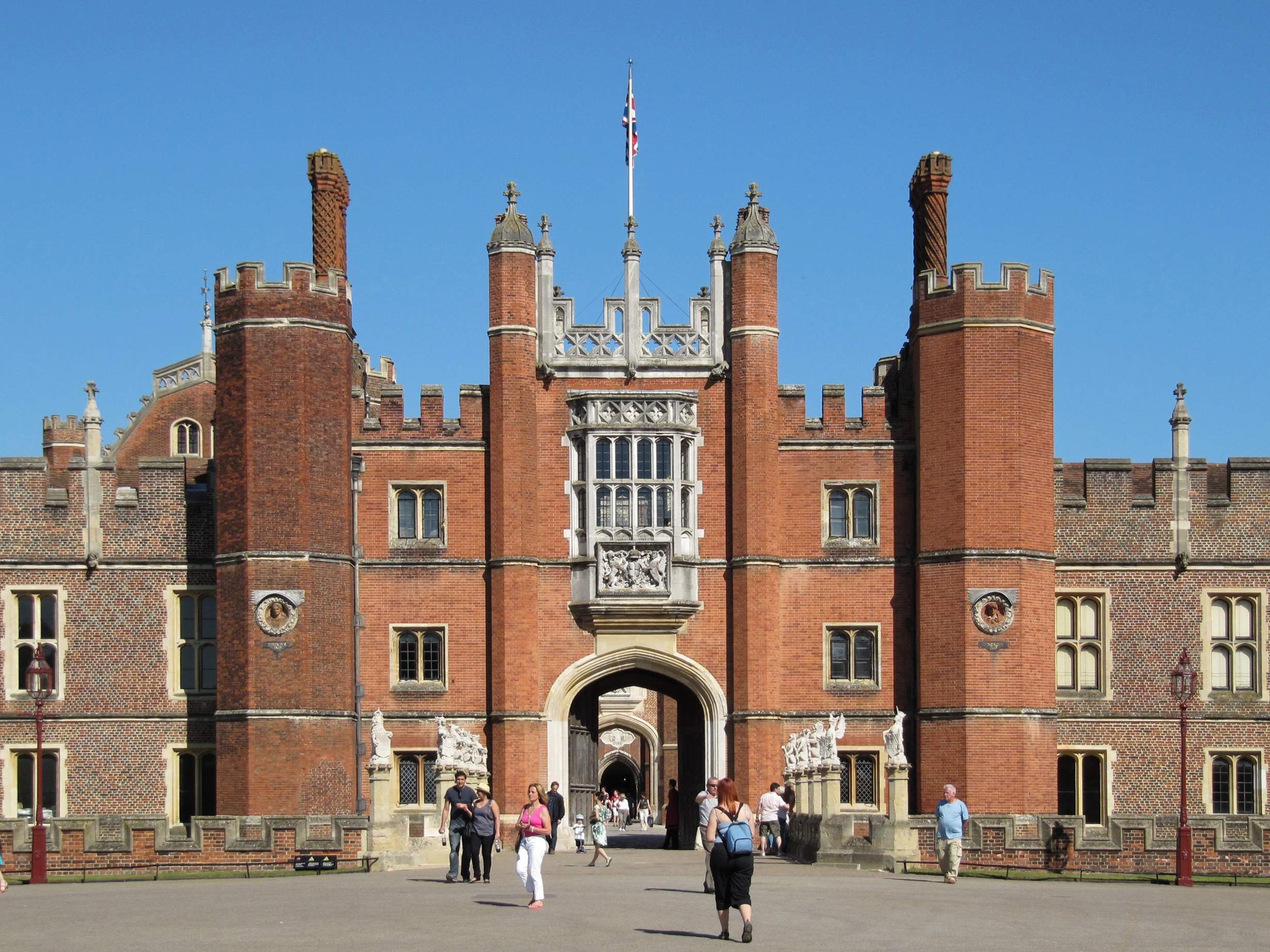
Palácio de Hampton Court, onde partes do filme foram filmadas

Em julho de 2008, foi relatado que Sacha Baron Cohen faria Holmes e Will Ferrell faria o Dr. Watson em uma versão cômica de Sherlock Holmes, a ser produzida por Judd Apatow com um roteiro escrito por Etan Cohen, para a Columbia Pictures.
Em 17 de agosto de 2016, foi relatado que Ferrell e John C. Reilly estrelariam o filme, intitulado Holmes & Watson, e escrito e dirigido por Etan Cohen, com Ferrell no papel de Holmes e Reilly no papel de Watson. Em 14 de novembro de 2016, Lauren Lapkus foi escalada para interpretar Millie, por quem Sherlock é obcecado. Em 17 de novembro de 2016, Rob Brydon, Kelly Macdonald e Rebecca Hall foram adicionados ao elenco. Em 6 de janeiro de 2017, Ralph Fiennes e Hugh Laurie também se juntaram ao elenco. As filmagens começaram no início de dezembro de 2016 em Londres em Shepperton Studios. No início de fevereiro de 2017, as equipes de filmagem estavam nas locações no Palácio de Hampton Court. Uma nova música foi escrita para o filme por Alan Menken e seu escritor Glenn Slater, enquanto a trilha original foi composta por Mark Mothersbaugh.

## Lançamento
Holmes & Watson originalmente estava programado para ser lançado em 3 de agosto de 2018, mas em agosto de 2017 foi adiado para 9 de novembro de 2018. Foi adiado para 21 de dezembro de 2018 e, finalmente, para 25 de dezembro de 2018. de acordo com Deadline Hollywood, os resultados dos testes para o filme eram tão baixos que a Sony, prevendo uma recepção de bilheteria fraca, tentou sem sucesso vender seus direitos de distribuição para Netflix.

## Recepção

### Bilheteria
Holmes & Watson arrecadou $30.6 milhões nos Estados Unidos e Canadá e $11.4 milhões em outros territórios para um total bruto mundial de $41.9 milhões contra um orçamento de produção de $42 milhões.
Nos Estados Unidos e Canadá, o filme foi lançado ao lado de Vice e foi projetado para arrecadar cerca de US$19 milhões nos primeiros seis dias. Ganhou $6.4 milhões no primeiro dia e $3.5 milhões no segundo. Ele chegou a fazer $7.3 milhões em seu primeiro fim de semana para um total de $19.7 milhões em seis dias, terminando em sétimo. As publicações relataram inúmeros relatos de mídia social de audiências que saíram das exibições no início e The Verge argumentou que o fracasso comercial e crítico do filme ilustra uma mudança na indústria cinematográfica de filmes de comédia ampla com estrelas da lista A. Em seu segundo fim de semana, o filme caiu 54% para US$3.4 milhões, terminando em 10º.

### Resposta crítica
Holmes & Watson não foi exibido com antecedência para os críticos, que posteriormente criticaram o filme. No Rotten Tomatoes, o filme tem uma taxa de aprovação de 10% com base em 78 resenhas, com uma média ponderada de 3.20/10. O consenso crítico do site diz: "Os becos mais baixos e vil em Londres não apresentam um registro mais terrível das aventuras de Sherlock Holmes e Dr. Watson do que Holmes and Watson." No Metacritic, o filme tem uma pontuação média ponderada de 24 de 100, com base em 23 críticos, indicando "críticas geralmente desfavoráveis". O público entrevistado pela CinemaScore deu ao filme uma nota média de "D+" em uma escala de A+ a F, e os da PostTrak deu uma em cinco estrelas e uma "recomendação definitiva" de 30%.
Frank Scheck, do The Hollywood Reporter, chamou o filme de "um peru de Natal" e escreveu: "A má qualidade geral é típica deste fraco envio que nem chega a ser tão engraçado quanto as versões recentes de Benedict Cumberbatch e Robert Downey Jr." Ben Kenigsberg, do The New York Times, achou o filme enfadonho, escrevendo: "Mais risadas são tudo o que teria sido necessário para evitar a estagnação de Holmes & Watson. No andamento do filme, contrabando de bebida para dissipar a sensação de enfadonho a rotina só poderia ajudar." Ignatiy Vishnevetsky do The A.V. Club chamou de "um fracasso em quase todos os níveis", dizendo ainda, "é permeado por um ar de extrema preguiça. É barato e cafona - uma paródia bizarramente datada de Holmes de Ritchie (completo com uma trilha sonora) envenenado com referências tópicas de cotoveladas nas costelas e piadas pueris. É o filme de Sherlock Holmes com o chapéu vermelho 'Make England Great Again' e o lactente Watson."  Escrevendo para a Rolling Stone, David Fear chamou o filme de "tão dolorosamente sem graça que não temos certeza se pode ser legalmente chamado de comédia" e deu-lhe 0.5/5 estrelas. Tony Libera, escrevendo para City Pages, descreveu o filme como "não apenas ruim, mas um dos piores e sem graça de 2018". Ele escreveu que "Holmes & Watson está em outro nível terrível."
Graeme Tuckett do Stuff.co.nz deu ao filme duas estrelas, afirmando que embora "tenha um punhado de momentos de genuína loucura cômica... tudo o que eles realmente fazem é destacar a preguiça e a falta de risos no resto do filme." O crítico do IndieWire David Ehrlich criticou o roteiro e a incapacidade do filme de decidir "que tipo de idiota ele quer ser", dando-lhe uma nota de C- e dizendo que continha menos risos "do que as cenas deletadas de Step Brothers." David Edelstein, do Vulture.com, escreveu "Holmes & Watson começa tão inepta quanto qualquer comédia que eu já vi, e então se acomoda em um ritmo agradavelmente bobo que fez com que as hordas comuns ao meu redor me empolgassem." Jake Wilson, do The Sydney Morning Herald, foi mais positivo, escrevendo: "Holmes and Watson não são para todos, mas se você quiser ver Ferrell fora da coleira, esta é a melhor oportunidade em muito tempo."
Steve Coogan zombou do filme em outubro de 2019 durante a cerimônia do Prêmio BAFTA Britannia. De pé no palco com John C. Reilly, o ator fez um discurso no qual aconselhou não rir enquanto estivesse com dor de estômago, dizendo: "Então é melhor evitar rir. Se você quiser fazer isso, posso recomendar um filme que John e Liguei para Holmes & Watson. Você deve estar bem seguro com isso."

### Premiações
| Prêmio            | Data da cerimônia       | Categoria                                   | Destinatário                                              | Resultado |
| ----------------- | ----------------------- | ------------------------------------------- | --------------------------------------------------------- | --------- |
| Framboesa de Ouro | 23 de fevereiro de 2019 | Pior Filme                                  | Will Ferrell, Adam McKay, Jimmy Miller & Clayton Townsend | Venceu    |
| Framboesa de Ouro | 23 de fevereiro de 2019 | Pior Diretor                                | Etan Cohen                                                | Venceu    |
| Framboesa de Ouro | 23 de fevereiro de 2019 | Pior Ator                                   | Will Ferrell                                              | Indicado  |
| Framboesa de Ouro | 23 de fevereiro de 2019 | Pior Dupla                                  | Will Ferrell e John C. Reilly                             | Indicado  |
| Framboesa de Ouro | 23 de fevereiro de 2019 | Pior Ator Coadjuvante                       | John C. Reilly                                            | Venceu    |
| Framboesa de Ouro | 23 de fevereiro de 2019 | Pior Prequela, Remake, Rip-off ou Sequência | Pior Prequela, Remake, Rip-off ou Sequência               | Venceu    |